# W3C Validator

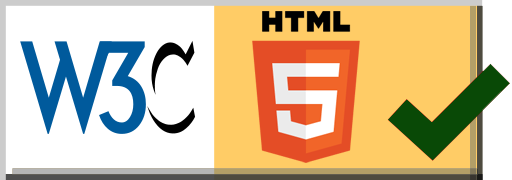
Logo che certifica un corretto codice

W3C Validator (The W3C Markup Validation Service) è un validatore del World Wide Web Consortium (W3C) che consente agli utenti di Internet di controllare che documenti HTML e XHTML siano ben strutturati. La convalida del markup è un passo importante verso la garanzia della qualità tecnica delle pagine web, tuttavia non è una misura completa della conformità agli standard Web. Sebbene la validazione del W3C sia importante per la compatibilità del browser e l'usabilità del sito, non è stato confermato quale effetto abbia sull'ottimizzazione dei motori di ricerca.

## Storia
Lo strumento, progetto di Gerald Oskoboiny, era inizialmente noto come The Kinder, Gentler HTML Validator. È stato sviluppato per essere una versione più intuitiva del primo validatore HTML online scritto da Dan Connolly e Mark Gaither, che è stato annunciato il 13 luglio 1994.
Nel settembre 1997, Oskoboiny iniziò a lavorare per il W3C, e il 18 dicembre 1997 il W3C annunciò il suo validatore HTML W3C basato sul suo lavoro.
Nel novembre 2008, il W3C ha integrato nel validatore il motore validator.nu per offrire la possibilità di verificare anche i documenti HTML5, per il quale la validazione basata su documenti DTD è insufficiente.

## Limitazioni
I validatori di markup non possono vedere il "quadro generale" su una pagina Web, ma eccellono nel raccogliere i tag di chiusura persi e altri aspetti tecnici.
I validatori basati su DTD sono limitati anche nella loro capacità di controllare i valori degli attributi in base ai documenti di specifiche. Ad esempio, utilizzando un DOCTYPE HTML 4.01, si accetta bgcolor = "fffff" per l'elemento "body" anche manca il carattere introduttivo "#" e contiene solo cinque (anziché sei) cifre esadecimali. Inoltre, per l'elemento "img", si accetta width = "really wide" nonostante non sia un valore valido.
Le pagine potrebbero non essere visualizzate come previsto in tutti i browser, nemmeno in assenza di errori di convalida. L'unico modo per garantire che le pagine vengano sempre visualizzate come previsto è testarle in tutti i browser in cui si prevede che vengano rese.

## Convalida CSS ed altri linguaggi
W3C offre anche strumenti di convalida per tecnologie web diverse da HTML / XHTML, come CSS, schemi XML e MathML.

## Esempi

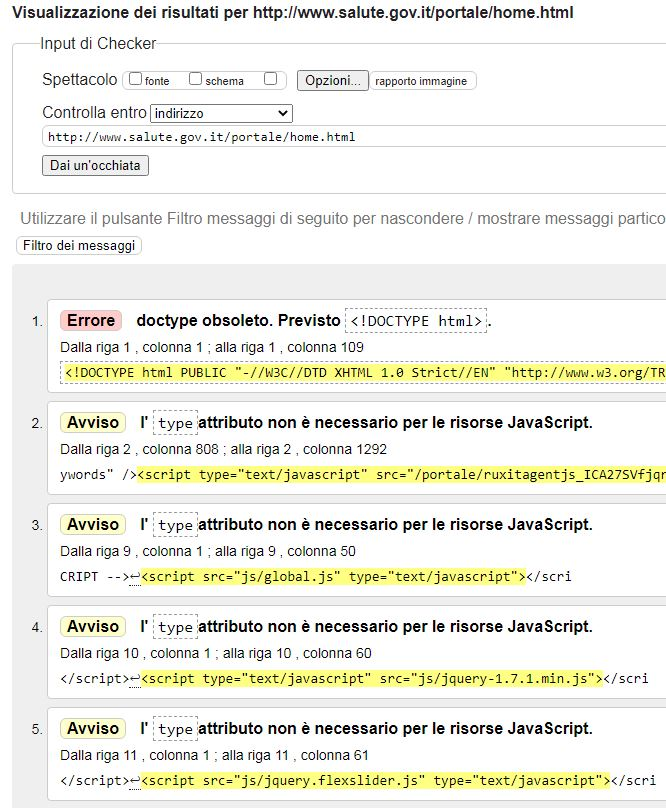
Esempio di pagina web con errori rilevati dal W3C Validator
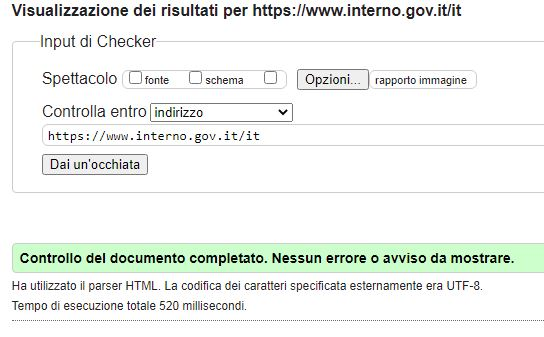
Esempio di pagina web verificata dal W3C Validator, che non ha rilevato errori